# زباد خال‌بزرگ
زباد خال‌بزرگ (نام علمی: Viverra megaspila) نام یک گونه از سرده زبادگون‌ها است.